# 243204 Kubanchoria
243204 Kubanchoria è un asteroide della fascia principale. Scoperto nel 2007, presenta un'orbita caratterizzata da un semiasse maggiore pari a 3,1727516 UA e da un'eccentricità di 0,0766435, inclinata di 9,27800° rispetto all'eclittica.